# Solomiya Krushelnytska

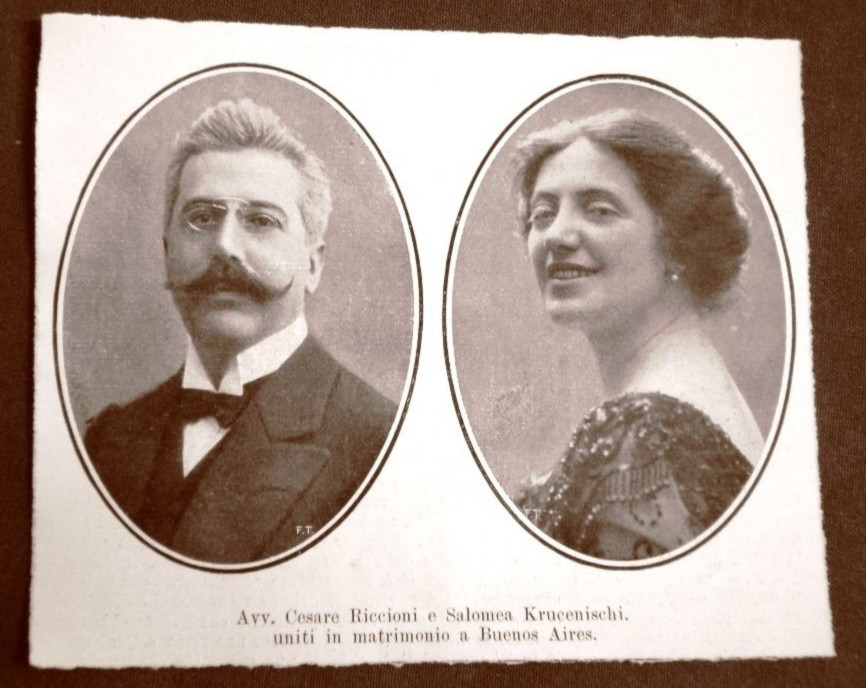
Solomiya Krushelnytska e seu marido, Alfredo Cesare Augusto Riccioni

Solomiya Krushelnytska (em ucraniano: Соломія Амвро́сіївна Крушельницька; Predefinição:EstiloAntigo – 16 de novembro de 1952) foi uma soprano lírico-dramática ucraniana, considerada uma das maiores estrelas da ópera na primeira metade do século XX.
Durante sua vida, Krushelnytska foi reconhecida como a cantora mais destacada do mundo. Entre seus numerosos prêmios e distinções, destaca-se o título de "diva de Wagner" do século XX. Ela é creditada por salvar a ópera Madama Butterfly de Giacomo Puccini após sua estreia fracassada no La Scala. A recriação da ópera em Brescia, com Krushelnytska no papel principal, recebeu aclamação generalizada. Cantar ao seu lado era considerado uma honra por Enrico Caruso, Titta Ruffo e Feodor Chaliapin. O compositor italiano Giacomo Puccini presenteou a cantora com seu retrato com a dedicatória "À mais bela e encantadora Butterfly".

## Biografia

### Infância e educação
Solomiya Krushelnytska nasceu em 23 de setembro de 1872, na vila de Bielawińce, Galícia, Áustria-Hungria (atual Biliavyntsi, Ucrânia). Após vários anos mudando de vila em vila, em 1878 seu pai, um padre greco-católico ucraniano Amvrosii Krushelnytskyi (em polonês/polaco: Ambroży Kruszelnicki), estabeleceu-se com sua grande família na vila de  uk nos arredores da metrópole regional de Ternopil.
Além de Solomiya, a família de origem nobre incluía sua mãe, Teodora Maria (nascida Savchynska, falecida em 1907), cinco irmãs (Olha, Osypa, Hanna, Emilia e Maria) e dois irmãos (Anton e Volodymyr).
Em suas memórias, a sobrinha de Solomiya, Daria/Odarka Bandriwska, escreve que, quando criança, a futura diva aprendeu um número considerável de canções folclóricas ucranianas com os moradores das várias vilas onde sua família viveu.

### Estudos em Ternopil
Ela começou a cantar ainda jovem. Estudou em Ternopil. Recebeu os fundamentos de treinamento musical no Ginásio Clássico de Ternopil, onde realizou exames externos. Lá, aproximou-se de um grupo musical de estudantes do ensino médio, do qual também fazia parte Denis Sichinsky, que mais tarde se tornaria um famoso compositor.
Em 1883, no Concerto Shevchenko em Ternopil, Solomiya, que cantava no coro da sociedade Ukrainska Besida, fez sua primeira apresentação pública. Em um dos concertos do coro, em 2 de agosto de 1885, esteve presente Ivan Franko.
Solomiya Krushelnytska teve seu primeiro contato com o teatro em Ternopil. Ocasionalmente, o teatro de Lviv da sociedade Ruska Besida se apresentava ali, com um repertório que incluía óperas de Semen Hulak-Artemovsky e Mykola Lysenko. A soprano teve a oportunidade de assistir às atuações de atores dramáticos como Filomena Lopatynska, Antonina Osipovycheva, Stepan Yanovych, Andriy Muzhyk-Stechynsky, Mykhailo Olshansky e Karolina Klishevska.

### Estudos no Conservatório de Lviv
Em 1891, Solomiya ingressou no Conservatório de Lviv da Sociedade Musical da Galícia. No conservatório, seu professor foi o então renomado professor de Lviv,  uk, que formou uma ampla gama de cantores ucranianos e poloneses famosos. Durante seus estudos no conservatório, sua primeira apresentação solo ocorreu em 13 de abril de 1892, quando interpretou o papel principal no oratório "Messiah" de GF Handel. Em 5 de junho de 1892, outra apresentação da cantora aconteceu na Lviv Boyana, onde ela cantou a canção de Mykola Lysenko "Por que tenho sobrancelhas negras".
A estreia operística de Solomiya Krushelnytska ocorreu em 15 de abril de 1893: ela interpretou o papel de Leonora na ópera "Favorita" do compositor italiano Gaetano Donizetti no palco do Teatro Municipal Skarbka de Lviv. Seus parceiros foram os famosos Rudolf Bernhardt e Julian Jerome. Suas atuações no papel de Santuzza em "Honra Camponesa" de P. Mascagni também foram muito bem-sucedidas. Em 1893, Krushelnytska concluiu seus estudos no Conservatório de Lviv.

### Carreira

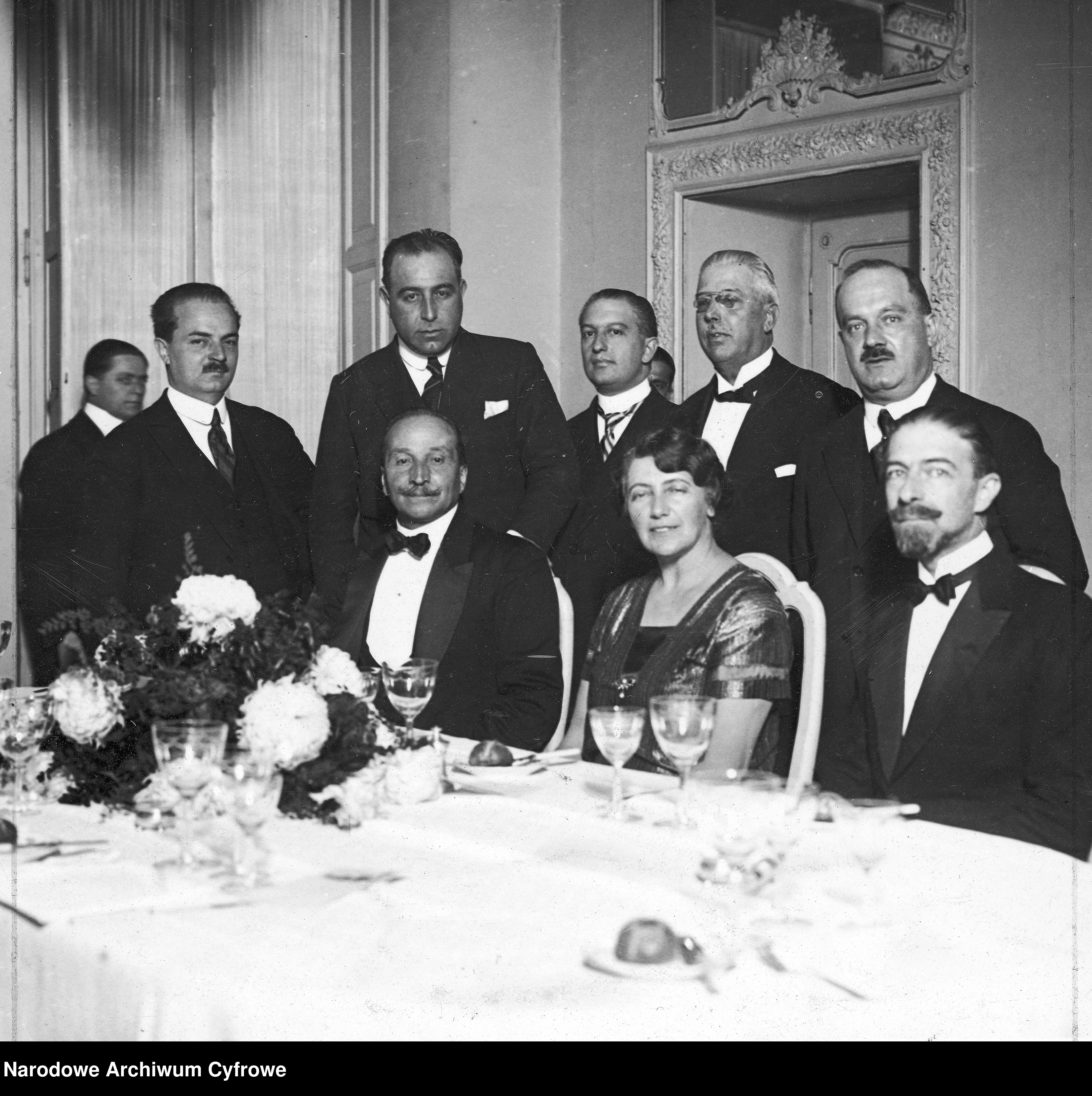
Salomea Krushelnytska na recepção do Duque Giovanelli em Roma após sua apresentação na Filarmônica Real, 1924

Krushelnytska seguiu sua estreia profissional em 1893 com apresentações adicionais na Ópera de Lviv. Por conselho de Gemma Bellincioni, que testemunhou os talentos de Solomiya em Lviv naquele verão, a jovem Krushelnytska viajou para a Itália no outono de 1893 para continuar seus estudos vocais. Após seu pai contrair um empréstimo para financiar suas viagens, Solomiya chegou a Milão, onde estudou com Fausta Crespi, enquanto vivia com a mãe de Bellincioni. Sob a tutela de Crespi, Solomiya fez a transição de seu treinamento anterior como mezzo-soprano para uma soprano lírico-dramática. Nos três anos seguintes, ela dividiu seu tempo entre Milão e Lviv, retornando regularmente para compromissos com a Ópera de Lviv para custear seus estudos contínuos na Itália.
Solomiya apresentou-se em Odesa (1896–1897), Varsóvia (1898–1902), São Petersburgo (1901–1902), Ópera de Paris (1902), Nápoles (1903–1904), Cairo e Alexandria (1904) e Roma (1904–1905).
Em 1904, ela tornou-se famosa por salvar a ópera Madama Butterfly de Giacomo Puccini. A ópera havia sido vaiada pelo público em sua estreia no La Scala de Milão, mas três meses depois, em Brescia, uma versão revisada da obra, com Krushelnytska no papel principal, alcançou grande sucesso.
Durante seus estudos em Milão, sua rotina incluía aulas de canto, atuação, aprendizado de novos papéis e línguas, por seis horas diárias. Seu tempo livre era dedicado a visitar museus e locais históricos, assistir a apresentações operísticas e teatrais. Ela mantinha correspondência ativa com amigos e conhecidos, discutindo temas como o destino de sua Ucrânia natal, problemas culturais e livros recentemente lidos. Além disso, Krushelnytska participava regularmente de apresentações da escola de música e drama L'Armonia.
Em turnês, ela cantava em quatro ou cinco produções por semana. Conseguia aprender um papel em uma nova ópera em dois dias e desenvolver o caráter de um papel em três ou quatro dias. Seu repertório totalizava 63 papéis. Na história da música, Krushelnytska é conhecida como uma promotora ativa das obras de seus contemporâneos e de Richard Wagner. Em 1902, estrelou uma produção bem-sucedida de Lohengrin em Paris. Em 1906, apresentou-se com aclamação no La Scala de Milão em Salome de Richard Strauss, conduzida por Arturo Toscanini. Ela também se apresentou em outros teatros pela Europa, Egito, Argélia, Argentina, Brasil, Chile e outros.
Em 1910, Krushelnytska casou-se com o advogado italiano e prefeito de Viareggio, Alfredo Cesare Augusto Riccioni. Em 1920, no auge de sua carreira, ela abandonou o mundo da ópera e, três anos depois, iniciou turnês de concertos, apresentando-se na Europa Ocidental, Canadá e Estados Unidos. Seu conhecimento de oito línguas permitiu que incluísse em seus programas de concerto canções de várias nações. Ela foi uma fervorosa promotora de canções folclóricas ucranianas e obras de compositores ucranianos.

### Últimos anos

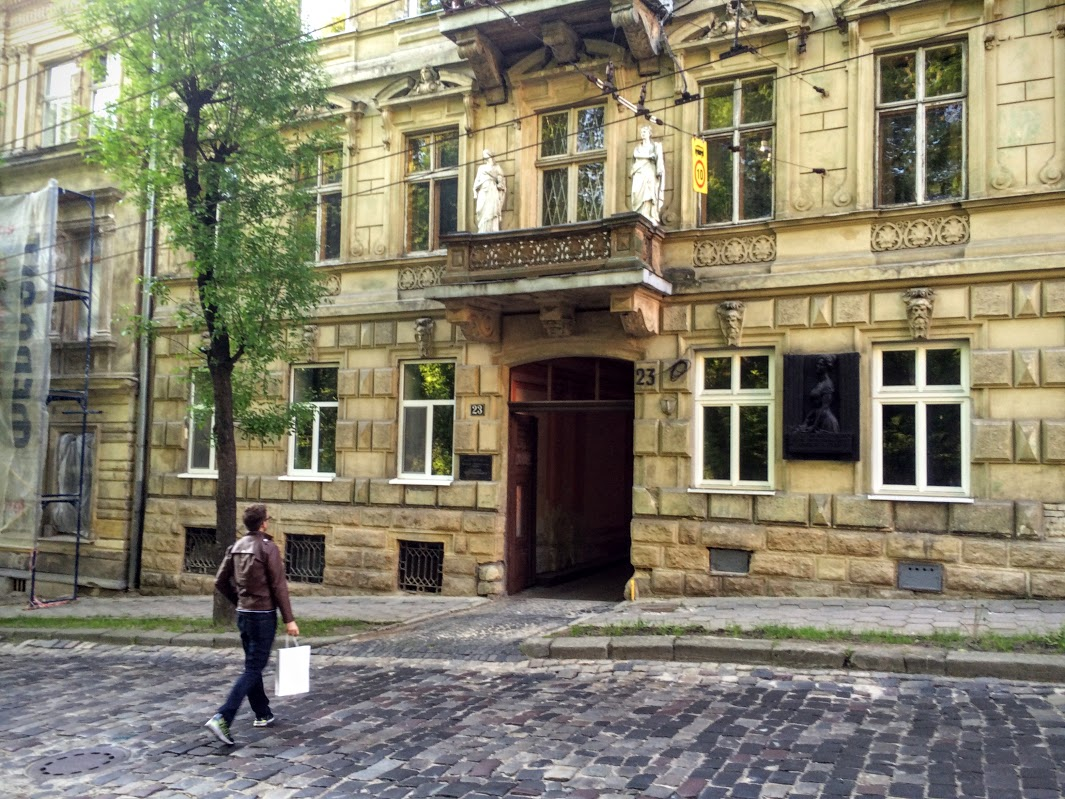
Residência de Solomiya Krushelnytska em Lviv

Antes da morte de sua mãe Teodora em 1907, a família de Solomiya convenceu-a a adquirir uma residência em Lviv, para ser usada durante suas visitas de turnês e para proporcionar um espaço confortável para o restante da família, especialmente para sua mãe no final de sua vida. Em 1903, Solomiya comprou um edifício localizado no que hoje é a  uk (nomeada em sua homenagem em 1993), próximo ao campus da Universidade de Lviv. Construído e projetado por Jakub Kroch em 1884, o grande edifício possuía vários andares de espaço residencial, inicialmente ocupados por membros da família imediata de Krushelnytska. Seu cunhado Karl Bandriwsky foi encarregado de gerenciar o edifício após os apartamentos começarem a ser alugados, com a saída dos irmãos após seus casamentos. Com uma fachada decorada com rusticação pesada e estatuária ornamental de musas líricas por Leonard Marconi, o edifício tornou-se conhecido como a Casa de Pedra da Música de Lviv (em ucraniano: Музикальнa кам’яниця), um refúgio para intelectuais, artistas visitantes e empresários teatrais ligados à ópera próxima. Nos últimos anos de sua vida, também serviu como residência do escritor e amigo da família, Ivan Franko.
Em agosto de 1939, após a morte de seu marido, Krushelnytska deixou a Itália e retornou à sua casa em Lviv, que, durante o período interbellum, tornou-se um importante reduto da Segunda República Polonesa. Tragicamente, ela permaneceu presa nesta cidade pelo resto de sua vida, quando, semanas após sua chegada, a Alemanha Nazista e a União Soviética conspiraram para invadir a Polônia e dividir seu território em setembro de 1939. Os dois exércitos invasores encontraram-se em Lviv e sitiaram a cidade. A cidade sofreu 10 dias de bombardeios pela Luftwaffe, ataques de tanques alemães e incursões de cavalaria do Exército Vermelho, resultando na perda de milhares de vidas e na destruição de muitos edifícios históricos, incluindo a completa destruição da  uk a um quarteirão da residência de Krushelnytska. Após a rendição das forças polonesas, Lviv foi cedida à ocupação soviética, que rapidamente impôs um regime brutal de repressão. A casa de Solomiya Krushelnytska foi confiscada pelas autoridades, deixando-a com apenas um espaço residencial no segundo andar para compartilhar com sua irmã, Hanna. Durante grande parte desse período, Solomiya permaneceu confinada em casa devido a uma perna quebrada.
Menos de dois anos depois, o exército alemão invadiu a Ucrânia novamente, e Lviv caiu sob a ocupação nazista em julho de 1941. Desta vez, a Wehrmacht ocupou dois andares da residência de Krushelnytska, forçando todos os ocupantes a se mudarem ou a compartilharem os andares superiores. Solomiya sobreviveu aos anos de limpeza étnica sofridos por sua cidade, até o retorno das tropas soviéticas em 1944 marcar a fase final de sua vida, como uma artista presa atrás da Cortina de Ferro. A artista outrora mundialmente renomada começou a dar aulas de canto e retornou à sua alma mater, o Conservatório de Lviv, como professora. Em 1951, foi reconhecida como Artista Meritorioso da Ucrânia. Solomiya Krushelnytska faleceu em 16 de novembro de 1952 e foi sepultada no Cemitério Lychakiv de Lviv, em frente ao túmulo de seu amigo, Ivan Franko.

## Legado
Predefinição:Melhorar referências
- O Teatro de Ópera e Balé de Lviv leva seu nome (Teatro Acadêmico Estatal de Ópera e Balé de Lviv Solomiya Krushelnytska, em ucraniano: Львівський Державний академічний театр опери та балету імені Соломії Крушельницької).[carece de fontes?] A Escola Secundária Especializada de Música de Lviv com Internato Solomiya Krushelnytska também é nomeada em sua homenagem.[13]

- Em 1982, nos Estúdios de Cinema de Kiev nomeados após O. Dovzhenko, o diretor Oleg Fialko criou um filme histórico-biográfico dedicado à vida e obra de Solomiya Krushelnytska – "O Retorno da Borboleta", baseado no romance homônimo de Valeria Vrublevska. O filme é baseado em fatos reais da vida da cantora e em suas memórias. As partes de Solomiya são interpretadas por Gizela Tsipola. O papel de Solomiya no filme foi desempenhado por Yelena Safonova.

- Além disso, foram produzidos documentários, incluindo:

```
 * "Solomiya Krushelnytska" (dirigido por I. Mudrak, Lviv, "Mist", 1994);
 * "Solomiya Krushelnytska" (1994, 
Ukrtelefilm
, autores: 
N. Davydovska
, V. Kuznetsov, ópera M. Markovsky; a musicóloga M. Golovashchenko participa do filme);
 * "Duas Vidas de Solomiya" (dirigido por 
O. Frolov
, Kiev, "
Contact
", 1997);
 * Programa de TV da série "Nomes" (2004);
 * Documentário "Solo-mea" da série "Jogo do Destino" (dirigido por 
V. Obraz
, estúdio VIATEL, 2008).
```

- Em 1995, a estreia da peça "Solomiya Krushelnytska" (autores B. Melnychuk, I. Lyakhovsky) ocorreu no Teatro Regional de Drama de Ternopil (atualmente Teatro Acadêmico). Desde 1987, o Concurso Solomiya Krushelnytska é realizado em Ternopil. Todos os anos, um concurso internacional com o nome de Krushelnytska acontece em Lviv; festivais de ópera tornaram-se tradicionais.

- Em 1997, o Banco Nacional da Ucrânia emitiu uma moeda comemorativa com valor nominal de 2 hryvnias, dedicada ao 125º aniversário do nascimento da cantora.

- Em 18 de março de 2006, no palco do Teatro Nacional Acadêmico de Ópera e Balé de Lviv S. Krushelnytska, ocorreu a estreia do balé "O Retorno da Borboleta" de Myroslav Skoryk, baseado em fatos da vida de Solomiya Krushelnytska. O balé utiliza música de Giacomo Puccini.

- Em 1963, na vila de Bila, distrito de Ternopil, foi inaugurada uma placa memorial e um museu-memorial de Solomiya Krushelnytska; uma sala-museu (vila de Bilyavyntsi, distrito de Buchach) e um museu musical-memorial em Lviv estão em funcionamento (escultora T. Bryzh, arquiteta L. Skoryk). Foram emitidos um selo e um envelope dedicados ao 125º aniversário de seu nascimento (1997) e uma moeda comemorativa (1997).

- Em 2010, foi inaugurado um monumento a S.A. Krushelnytska em Ternopil.

- Também em sua homenagem, 14 unidades da UPU foram nomeadas em honra a Solomiya Krushelnytska.

- Em 1º de outubro de 1989, o museu musical e memorial foi inaugurado no apartamento da cantora. Em 1993, a rua onde ela viveu nos últimos anos de sua vida foi renomeada em sua homenagem em Lviv.

- Uma rua no distrito de Darnytskyi, em Kiev, também leva o nome de Solomiya Krushelnytska.

## Publicações
- Semotiuk, A.J. (2023), Solomea: Star of Opera's Golden Age, Courageous Heart Productions (Toronto) ISBN 978-617-7482-52-8

## Galeria

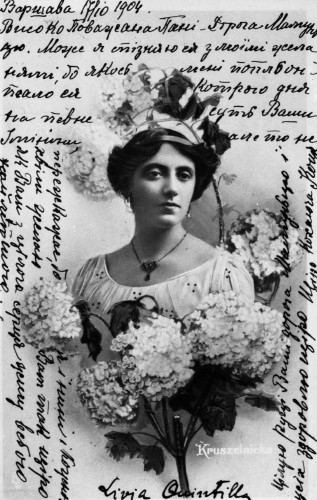
Cartão autografado de Solomiya Krushelnytska como Livia em Livia Quintilla de Zygmunt Noskowski
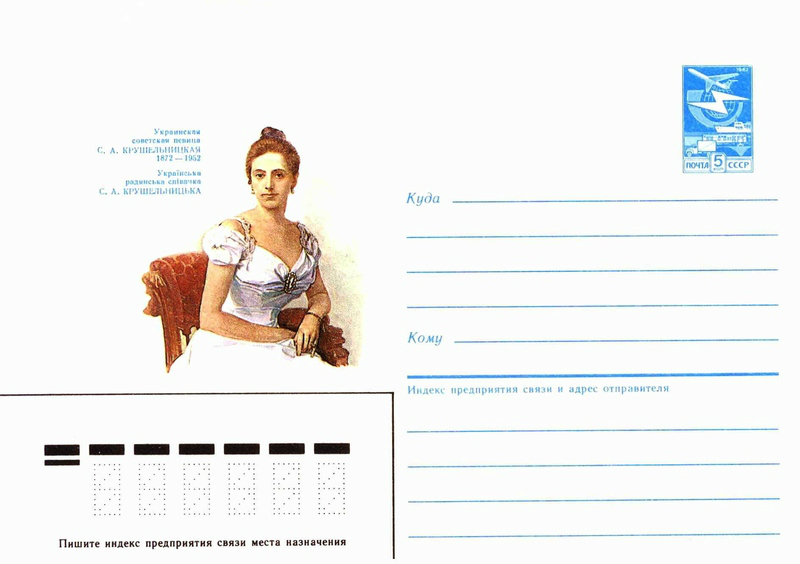
Envelope soviético com Solomiya Krushelnytska em 1987
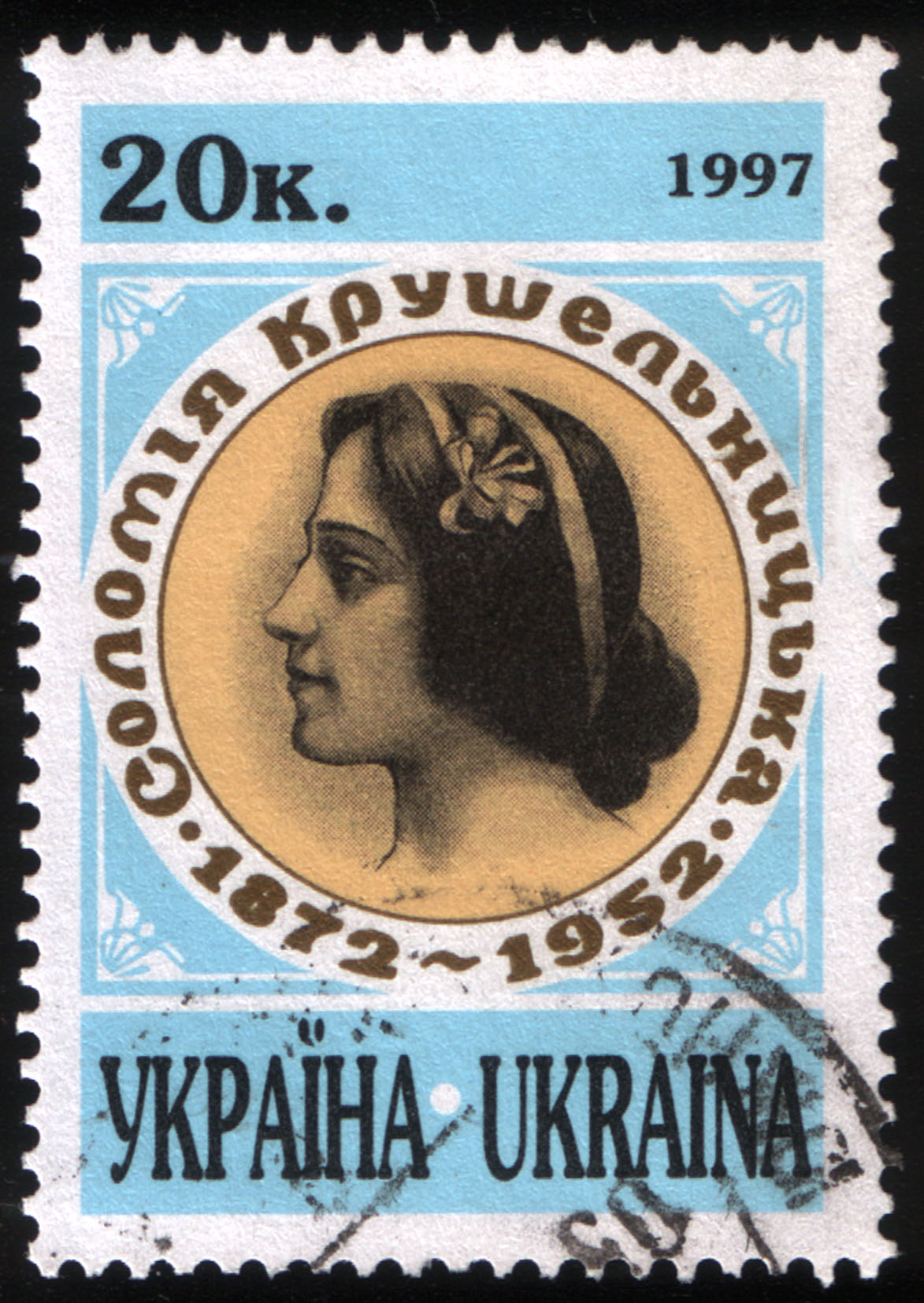
Selo da Ucrânia, Solomiya Krushelnytska, 1997 (Michel nº 219).
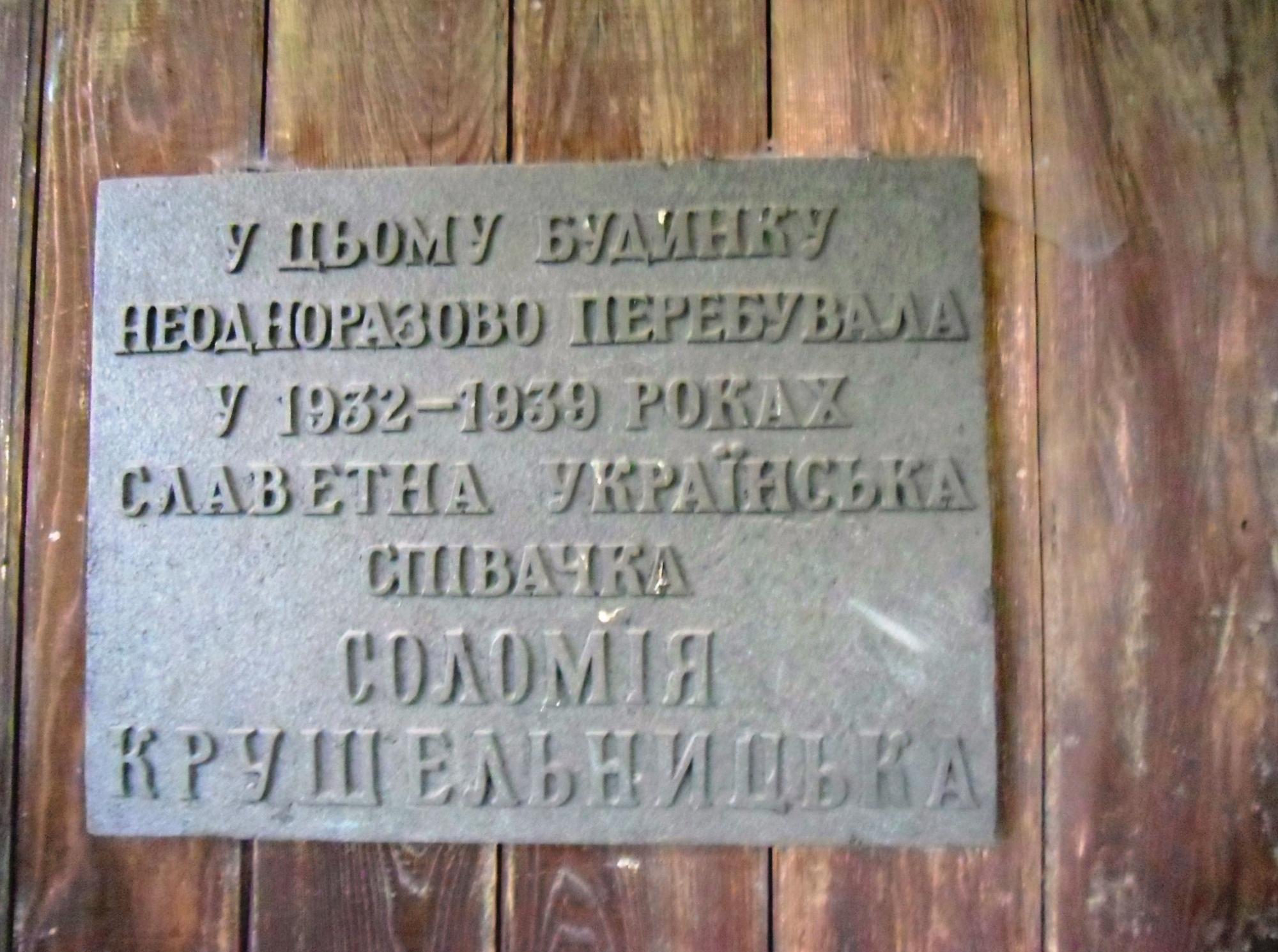
Placa memorial da passagem de Solomiya Krushelnytska na vila Dubyna.
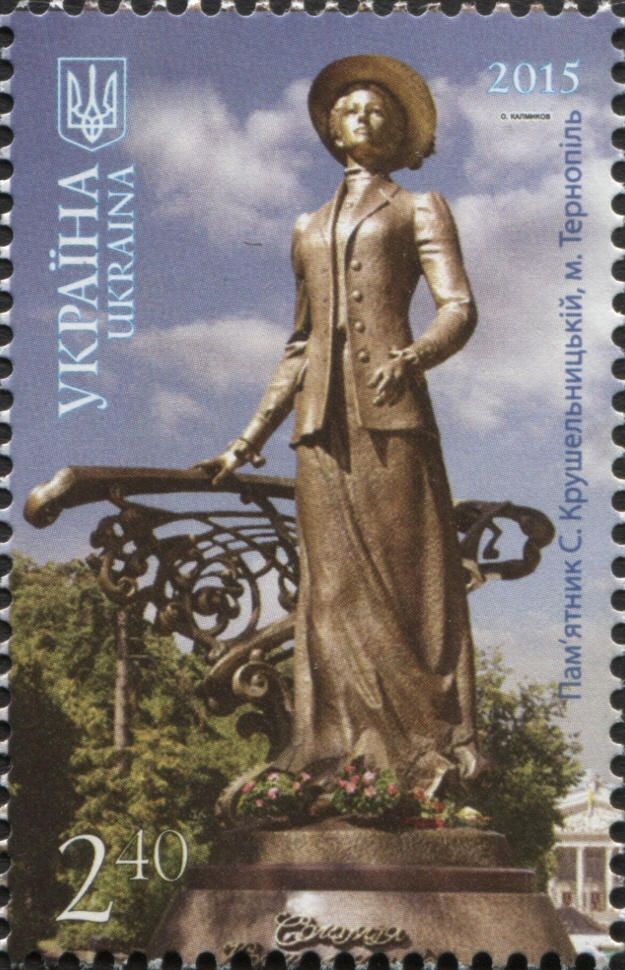
Selo da Ucrânia, estátua de Solomiya Krushelnytska em Ternopil, 2015